# Station Hude
Station Hude (Bahnhof Hude) is een spoorwegstation in de Duitse plaats Hude, in de deelstaat Nedersaksen. Het station ligt aan de spoorlijn Oldenburg - Bremen en de spoorlijn Hude - Nordenham-Blexen. Naast de Intercity's en Regional-Expresstreinen stoppen ook de Regio-S-Bahntreinen van Bremen en Nedersaksen op het station. Het station telt vier perronsporen aan twee eilandperrons.

## Treinverbindingen
De volgende treinseries doen station Hude aan:
| Serie | Treinsoort                       | Route | Bijzonderheden |
| ----- | -------------------------------- | --- | --- |
| IC 56 | Intercity (DB Fernverkehr)       | [ [ Norddeich Mole ] / [ Emden Außenhafen ] – Emden Hbf – Leer (Ostfriesl) – Oldenburg (Oldb) Hbf – Hude – Bremen Hbf – Hannover Hbf – Braunschweig Hbf ] / [ Warnemünde – Rostock Hbf – Bützow – Bad Kleinen – Schwerin Hbf – Ludwigslust – Wittenberge – Stendal Hbf ] – Magdeburg Hbf – [ Halle (Saale) Hbf – Leipzig Hbf ] / [ Brandenburg Hbf – Potsdam Hbf – Berlin Hbf – Berlin Ostbahnhof – Cottbus ] | Eén trein per dag vanaf Magdeburg Hbf naar Cottbus. Eén trein per dag vanaf Warnemünde. Tussen Norddeich Mole en Bremen Hbf worden ook plaatsbewijzen van het regionale verkeer geaccepteerd. |
| RE 1  | Regional-Express (DB Regio Nord) | Hannover Hbf – Nienburg (Weser) – Verden (Aller) – Bremen Hbf – Delmenhorst – Hude – Oldenburg (Oldb) Hbf – Leer (Ostfriesl) – Emden Hbf – Norddeich Mole | Rijdt eenmaal per twee uur. |
| RE 19 | Regional-Express (NordWestBahn)  | Wilhelmshaven Hbf – Oldenburg (Oldb) Hbf – Hude – Delmenhorst – Bremen Hbf | Enkele treinen per dag |
| S3    | Regio-S-Bahn (NordWestBahn)      | Bremen Hbf – Delmenhorst – Hude – Oldenburg (Oldb) Hbf – Bad Zwischenahn | |
| S4    | Regio-S-Bahn (NordWestBahn)      | Bremen Hbf – Delmenhorst – Hude – Nordenham | |

0,0: Oldenburg (Oldb) Hbf ·
4,3: Neuenwege ·
8,2: Wüsting ·
16,7: Hude ·
21,8: Bookholzberg ·
25,5: Schierbrok ·
27,5: Hoykenkamp ·
30,7: Delmenhorst ·
33,5: Delmenhorst Df ·
34,2: Heidkrug ·
41,8: Bremen Neustadt ·
44,4: Bremen Hauptbahnhof
1. ↑  publicatie DB